# ヴィンセント・コク
ヴィンセント・コク（谷徳昭、Vincent Kok Tak Chiu、1965年8月15日 - ）は、香港の映画監督・脚本家・俳優である。喜劇映画をよく撮ることで知られる。ATV北京オリンピック大使。

## 人物・経歴
香港観塘にあるキリスト系男子校で英語を学ぶ。卒業後、カナダサイモンフレーザー大学に進学。

## 監督作品
- 1995年 香港ラブストーリー 恋のラブ・アタック作戦（呆佬拜壽 Only Fools Fall in Love）脚本・出演も
- 1996年 008皇帝ミッション （大內密探零零發 Forbidden City Cop）脚本・出演も
- 1997年 （求戀期 Cause We Are So Young）出演も　※日本未公開
- 1999年 ゴージャス （玻璃樽 Gorgeous）脚本・出演も
- 2003年 玉の輿☆フライト（嫁個有錢人 Marry a Rich Man）出演も　※CS放送のみ
- 2003年 恋の風水バトル（行運超人 My Lucky Star）脚本・出演も　※CS放送のみ
- 2003年 （龍咁威2003 Dragon Loaded 2003）脚本・出演も　※日本未公開
- 2004年 （我要做Model Super Model）脚本・出演も　※日本未公開
- 2005年 （龍咁威2龍咁威2之皇母娘娘呢? Dragon Reloaded）脚本・出演も　※日本未公開
- 2009年 （家有囍事2009 All's Well End's Well 2009）脚本・出演も　※日本未公開
- 2011年 （神奇俠侶 Mr. and Mrs. Incredible）脚本も　※日本未公開

## 脚本作品
- 1992年 ハッピー・ブラザー（家有囍事 All's Well, Ends Well）（兼出演）
- 1993年 ロレッタ・リーのハード・ロリータ/禁断の果実（蜜桃成熟時 Crazy Love）
- 1993年 恋はマジック（花田囍事 All's Well Ends Well,Too）（兼出演）
- 1993年 詩人の大冒険（唐伯虎點秋香 Flirting Scholar）（兼出演）
- 1994年 （破壞之王 Love on Delivery）（兼出演）　※日本未公開
- 1994年 0061北京より愛をこめて!?（國產凌凌漆 From Beijing with Love）
- 1995年 ロマンティック・ドリーム（追女仔95之綺夢 Romantic Dram）　※CS放送のみ
- 1997年 アンディ・ラウ アルマゲドン （天地雄心 Armageddon）（兼出演）
- 1998年 ヒットマン（殺手之王 Hitman）
- 2001年 ユー・シュート、アイ・シュート（買兇拍人 You Shoot, I Shoot）（兼出演）　※映画祭上映後、CS放送のみ
- 2001年 トランサー 霊幻警察（2002）（兼製作）
- 2008年 ミラクル7号（長江7號 CJ7）（兼製作/出演）

## 出演作品
1988年
- （富貴再逼人）　※日本未公開

1996年
- 食神（食神 God of Cookery）
- （百分百感覺 Feel 100%）　※日本未公開
- 夢翔る人/色情男女 （色情男女 Viva Erotica）

1997年
- 初恋無限 （初戀無限Touch! First Love Unlimited）　※CSでのみ放映
- OPTION ZERO （G4特工 Option Zero）　※CS放映題「G4特工 オプション・ゼロ」
- ハッスル・キング （算死草 Lawyer Lawyer）
- 殺したいほど愛してる （愛您愛到殺死您 Killing Me Tenderly）　※CSでのみ放映
- （最佳拍档之醉街拍档） 97 Aces Go Places　※日本未公開

1998年
- ラッキー・ガイ （行運一條龍 The Lucky Guy）
- （殺殺人、跳跳舞 Ballistic Kiss）　※日本未公開
- 玻璃の城 （玻璃之城 City of Glass）

1999年
- わすれな草 （半支煙 Down in Smoke）

2000年
- ラベンダー （薰衣草 Lavender）
- ダブルタップ （鎗王 Double Tap）
- 恋戦。 OKINAWA Rendez-vous （戀戰沖繩 Okinawa Rendezvous）
- ジェネックスコップ2 （特警新人類2 GEN-Y COPS）
- 特攻!BAD BOYS （Badboy特攻 For Bad Boys Only）

2001年
- 少林サッカー（少林足球 Shaolin Soccer）
- アクシデンタル・スパイ（特務迷城 The Accidental Spy）

2002年
- （絶世好B Mighty Baby）　※日本未公開
- （一碌蔗 Just One Look）　※日本未公開
- ティラミス（戀愛行星 Tiramisu）

2003年
- ヴィッキー・チャオのマイ・ドリーム・ガール（炮製女朋友 My Dream Girl）

2004年
- マジック・キッチン（魔幻廚房 Magic Kitchen）

2005年
- ぼくの最後の恋人（千杯不醉 Drink Drank Drunk）

2007年
- Simply Actors（戲王之王 Simply Actor）　※第1回沖縄国際映画祭でのみ上映
- 些細なこと（破事兒 Trivial Matters）　※映画祭上映後、特集上映のみ
- （心想事成 It's a Wonderful Life）　※日本未公開

2008年
- プレイボーイ・コップス（花花型警 Playboy Cops）　※CS放送のみ
- コネクテッド（保持通話 Connected）
- （大搜查之女 Lady Cop & Papa Crook）　※日本未公開

2009年
- （歳月神偸 Echoes of the Rainbow）　※日本未公開

2010年
- 恋の紫煙（志明與春嬌 Love In A Puff）　※第23回東京国際映画祭でのみ上映

2011年
- 大魔術師“X”のダブル・トリック（大魔術師 The Great Magician）

2014年
- インターセプション 盗聴戦（竊聽風雲3 Overhead 3）

## エピソード
- 女優・歌手の谷祖琳（ジョー・コク）は姪にあたる。
- 2006年11月19日，香港の大衆紙「蘋果日報」が伝えたところによると、湾仔東方にあるデパートで日本のAV女優が出演している海賊版アダルトDVDを買ったと報じられた。2002年9月には、香港映画振興のための会議が開かれており、盗版DVD（海賊版DVD）撲滅に向けて話し合っている際、彼がいたのにもかかわらず、これは言行不一致だとバッシングが起きた。翌11月20日に蘋果日報は謝罪記事を出し、DVDを購入したのは、AV関連の映画を撮るための「資料集め」であったと謝罪した[1]。